# Tepian Danto
Tepian Danto is een bestuurslaag in het regentschap Bungo van de provincie Jambi, Indonesië. Tepian Danto telt 828 inwoners (volkstelling 2010).